# جهاز نطاقي

الجهاز الحوفي

الجهاز الحافي أو الجهاز النطاقي أو الجهاز الحُوفِيّ أو الجهاز الطرفي (بالإنجليزية: Limbic System)‏ اسمه مشتق من الكلمة اللاتينية (Limbus) ومعناها (دائرة). ولأهميته الوظيفية شبه المستقلة، يعتبر علماء التشريح هذه المنطقة بمثابة فص خامس قائم بذاته في المخ، ويُسمونه الفص الحوفي (Limbic Lobe)، وهو يقع في مركز كل من النصفين الكرويين، ويكون ظاهراً على السطح الداخلي لهما.
وهو المسؤول عن الوظائف الانفعالية في جسم الإنسان، لذلك ينظر إليه باعتباره المخ الانفعالي (Emotional brain) فهو الذي يتحكم فينا حين تسيطر علينا الانفعالات، كالشهوة والغضب والوله في الحب والتراجع خوفاً والإحباط والحسد والغيرة.
ويمكن إجمال وظائف الجهاز الحوفي في مسؤوليته عن سبعة أمور: الانفعالات - المشاعر- الدوافع - السلوك - العدوانية- الذاكرة - التعلَُم
وتمتد ملايين الوَصلات العصبية من الجهاز الحوفي وقشرة النصف الأيمن للمخ إلى مراكز المخ الغريزي، لتوجه سلوك الإنسان حتى يكون أقل استجابة للغرائز وأكثر استفادة من الخبرات الحياتية السابقة، فتتشكل مشاعرنا البدائية بما يليق بنا من سمو إنساني.
يتكون من مجموعة من التراكيب الدماغية أهمها: الحُصَين، اللَوزَة، المهاد وتحت المهاد، القشرة الحوفية، التلفيف الحزامي.

## تاريخ
الجهاز النطاقي هو مصطلح قُدِّم في عام 1949 من قبل الطبيب الأمريكي وعالم الأعصاب باول د. ماكلين. أطلق الطبيب الفرنسي بول بروكا على هذا الجزء من الدماغ الفص الكبير النطاقي عام 1878. قام بفحص التمايز بين الأنسجة القشرية الغائرة بعمق والنواة تحت القشرية الكامنة. ومع ذلك، فإن معظم دوره المفترض في العاطفة لم يُطوَّر إلا في عام 1937 عندما وصف الطبيب الأمريكي جيمس بابيز (James Papez) نموذجه التشريحي للعاطفة، دائرة بابيز.
اكتُشِف الدليل الأول على أن الجهاز النطاقي مسؤول عن التمثيل القشري للعواطف في عام 1939، بواسطة هاينريش كلوفر (Heinrich Kluver) وبول بوسي (Paul Bucy). أظهر كلوفر وبوسي بعد إجراء الكثير من الأبحاث أن الإزالة الثنائية للفص الصدغي في القرود تسببت في متلازمة سلوكية شديدة. بعد إجراء استئصال الفص الصدغي، أظهرت القردة انخفاضًا في العُدوانية. كشفت الحيوانات عتبة مخفضة للمثيرات البصرية، وبالتالي لم تكن قادرة على التعرف على الأشياء التي كانت مألوفة في السابق. قام ماكلين (MacLean) بتوسيع هذه الأفكار لتشمل هياكل إضافية في جهاز نطاقي أكثر تشتتًا. طور ماكلين نظرية مثيرة للاهتمام عن «الدماغ الثلاثي» لشرح تطوره ومحاولة التوفيق بين السلوك البشري العقلاني وجانبه البدائي الأكثر عنفًا. أصبح مهتمًا بسيطرة الدماغ على العاطفة والسلوك. بعد الدراسات الأولية لنشاط الدماغ لدى مرضى الصرع، لجأ إلى القطط والقرود ونماذج أخرى، مستخدمًا الأقطاب الكهربائية لتحفيز أجزاء مختلفة من الدماغ في الحيوانات الواعية التي تسجل استجاباتها.

## البناء
عُرِّف الجهاز النطاقي من قِبَل ماكلين (Paul D. MacLean) على أنه سلسلة من الهياكل القشرية المحيطة بالحد بين نصفي الكرة المخية وجذع الدماغ. يأتي اسم «نطاقي (limbic)» من الكلمة اللاتينية «ليمبوس (limbus)»، والتي تعني الحدود، وقد عُرفَت هذه الهياكل معًا باسم الفص الحوفي. بدأت دراسات أخرى في ربط هذه المناطق بالعمليات العاطفية والتحفيزية وربطها بالمكونات تحت القشرية التي تم تجميعها بعد ذلك في الجهاز النطاقي.
في الوقت الحالي، لا يُعتبر هذا الجهاز كيانًا منعزلاً مسؤولاً عن التنظيم العصبي للعاطفة، ولكنه جزء من أجزاء الدماغ العديدة التي تنظِّم العمليات الحشوية اللاإرادية. لذلك، فإن مجموعة الهياكل التشريحية التي تعتبر جزءًا من الجهاز النطاقي مثيرة للجدل. الهياكل التالية هي، أو اعتُبِرَت، جزءًا من الجهاز النطاقي:
- المناطق القشرية (Cortical areas):
  - الفص الحوفي.
  - القشرة الجبهية الحجاجية: منطقة في الفص الجبهي تشارك في عملية صنع القرار.
  - القشرة الكمثرية: جزء من نظام الشم.
  - القشرة الشمية الداخلية: ترتبط بالذاكرة والمكونات الترابطية (Associative components).
  - الحُصَين والهياكل المرتبطة به: يلعب دورًا مركزيًا في ترسيخ الذكريات الجديدة.
  - قبو الدماغ: بنية من المادة البيضاء تربط الحُصَين بهياكل دماغية أخرى، لا سيما الأجسام الحلمية ونوى الحاجز (Septal nuclei).
- المناطق تحت القشرية (Subcortical areas):
  - نوى الحاجز (Septal nuclei): مجموعة من الهياكل التي تقع أمام الصفيحة الطرفية، وتعتبر منطقة متعة.
  - اللوزة الدماغية: تقع في عمق الفص الصدغي وترتبط بعدد من العمليات العاطفية.
  - النواة المتكئة: تشارك في المكافأة والسرور والإدمان.
- هياكل الدماغ البيني:
  - منطقة تحت المهاد: مركز للجهاز النطاقي، متصل بالفصوص الجبهية ونواة الحاجز والتشكل الشبكي لجذع الدماغ عبر حزمة الدماغ الأمامي الإنسية، مع الحُصين عبر قبو الدماغ، ومع المهاد عبر حزمة Mammillothalamic، ويُنظِّم العديد من العمليات اللاإرادية.
  - الأجسام الحلمية: جزء من منطقة ما تحت المهاد يستقبل إشارات من الحُصين عبر القبو ويوجهها إلى المهاد.
  - النوى الأمامية للمهاد (Anterior nuclei of thalamus): تتلقى المدخلات من الأجسام الحلمية وتشارك في معالجة الذاكرة.[17][18]

## الوظائف

### الذاكرة المكانية
يتعلق المجال الأول والأكثر بحثًا بالذاكرة، وخاصة الذاكرة المكانية. عُثِر على الذاكرة المكانية لديها العديد من المناطق الفرعية في الحُصين، مثل التلفيف المسنن (Dentate gyrus) في الحُصين الظهري، والحُصين الأيسر، والمنطقة المجاورة للحُصين. وُجد أن الحُصين الظهري مكوِّن مهم لتوليد خلايا عصبية جديدة تسمى الحبيبات البالغة (Adult-born granules) في سن المراهقة والبلوغ. تساهم هذه الخلايا العصبية الجديدة في فصل الأنماط في الذاكرة المكانية، وزيادة الحرق في شبكات الخلايا، والتسبب بشكل عام في تكوينات أقوى للذاكرة. يُعتقد أن هذا يدمج الذاكرات المكانية والعرضية مع الجهاز النطاقي عبر حلقة ردود الفعل التي توفر السياق العاطفي لمدخلات حسية معينة.

### التعلم
وجد أيضًا أن للحُصين، على مدى عقود، تأثير كبير في التعلم. درس كورليك (Curlik) وشورز (Shors) آثار تكوين الخلايا العصبية في الحُصين وتأثيراتها على التعلم. استخدم هذا الباحث وفريقه أنواعًا مختلفة من التدريب الذهني والبدني على موضوعاتهم، ووجدوا أن الحُصين يستجيب بشكل كبير لهذه المهام الأخيرة. وهكذا، اكتشفوا طفرة في الخلايا العصبية والدوائر العصبية الجديدة في الحُصين نتيجة للتدريب، مما تسبب في تحسن شامل في تعلم المهمة. يساهم هذا التكوين العصبي في تكوين الخلايا الحبيبية البالغة، وهي الخلايا التي وصفها ايشنباوم (Eichenbaum) أيضًا في بحثه الخاص حول تكوين الخلايا العصبية وإسهاماتها في التعلم. أظهر تكوين هذه الخلايا «استثارة معززة» في التلفيف المسنن للحصين الظهري؛ مما أثر على الحُصين ومساهمته في عملية التعلم.

## تلف الحُصين
أبلغ الضرر المتعلق بمنطقة الحُصين في الدماغ عن تأثيرات كبيرة على الأداء الإدراكي العام، وخاصة الذاكرة مثل الذاكرة المكانية. كما ذكرنا سابقًا، الذاكرة المكانية هي وظيفة معرفية متداخلة بشكل كبير مع الحُصين. في حين أن الضرر الذي يلحق بالحُصين قد يكون نتيجة لإصابة في الدماغ أو إصابات أخرى من هذا النوع، فقد بحث الباحثون بشكل خاص في التأثيرات التي تسببها الإثارة العاطفية العالية وأنواع معينة من الأدوية على القدرة على الاسترجاع في هذا النوع المحدد من الذاكرة. على وجه الخصوص، في دراسة أجراها باركارد، كُلِّفَت الفئران بمهمة شق طريقها بشكل صحيح عبر متاهة. في الحالة الأولى، حصل الضغط على الفئران بسبب الصدمة أو ضبط النفس مما تسبب في إثارة عاطفية عالية. عند إكمال مهمة المتاهة، كان لهذه الفئران تأثير ضعيف على ذاكرتها المعتمدة على الحُصين عند مقارنتها بمجموعة التحكم. ثم، في الحالة الثانية، حُقِنت مجموعة من الفئران بأدوية مُسببة للقلق. مثل النتائج السابقة، أبلغت هذه النتائج عن نتائج مماثلة، في تلك الذاكرة الحُصينية كانت أيضًا ضعيفة. تعزز مثل هذه الدراسات من تأثير الحُصين على معالجة الذاكرة، ولا سيما وظيفة استدعاء الذاكرة المكانية. علاوة على ذلك، يمكن أن يحدث ضعف في الحُصين نتيجة التعرض لفترات طويلة لهرمونات التوتر مثل الهرمون القشري السكري، التي تستهدف الحُصين وتسبب اضطرابًا في الذاكرة الصريحة.